# Rhaphidophora monticola
Rhaphidophora monticola — вид квіткових рослин із родини Araceae, роду Rhaphidophora. Це ліана, рідним ареалом якої є Філіппіни.